# دارحید (روستا)
 دار حید  به عربی ( دار الحید )، روستایی است در دهستان وادی اجبار از توابع استان 
استان صَنعاء در کشور یمن در شبه جزیره عربستان.

## جمعیت
جمعیت آن (۹۰ ) نفر (۹ خانوار) می‌باشد.